# 몰몬의 책
《몰몬의 책》(영어: The Book of Mormon)은 트레이 파커, 로버트 로페즈, 맷 스톤에 의해 작곡, 작사, 제작되고 2011년 초연한 미국의 뮤지컬이다. 2011년 제 65회 토니상에서 베스트 뮤지컬(Best Musical)을 포함해 9개 부문에서 수상하며 흥행에 성공을 거두었다. 뉴욕 브로드웨이를 비롯해 6개 도시의 극장에서 공연 중이다.

## 역사
《몰몬의 책》은 애니메이션 《사우스 파크》의 제작자 듀오 트레이 파커와 맷 스톤, 그리고 2004 토니 어워즈 수상작 《애비뉴 큐》(영어: Avenue Q)의 제작자인 로버트 로페즈가 만나 제작했다. 콜로라도주 출신의 파커와 스톤은 '조지프 스미스를 소재로 뭔가 하고 싶다'는 로페즈의 제안에 제작을 시작했다.,
파커와 스톤은 콜로라도 대학교 볼더에서 만나 뮤지컬 카니발!(영어: Cannibal! The Musical, 1993)을 공동제작하며 뮤지컬 영화 제작 활동을 시작했다. 이들은 1997년에 TV 시리즈 《사우스 파크》를 제작했고, 크게 흥행한 후 이어 1999년에 이를 뮤지컬 영화화 하여 "사우스 파크: 더 크게, 더 길게 & 무삭제(영어: South Park: Bigger, Longer & Uncut)를 제작한다.
이들이 처음 몰몬교의 창시자인 조지프 스미스에 대해 다룰 생각을 한 것은 1995년 제작된 타임 워프드(영제: Time Warped)라는 폭스 방송의 중도 취소된 작품 작업을 하고 있을 때이다.
파커와 스톤 듀오가 로버트 로페즈와 만난 것은 2003년이다. 2003년 여름, 파커와 스톤은 프로듀서인 스콧 루딘을 만나 자신들의 새 영화 "팀 아메리카: 세계 경찰"(영제: Team America: World Police)에 대해 논의를 하고자 뉴욕을 방문한다. 이 자리에서 루딘은 팀 아메리카의 마리오네트들이 당시 화제던 브로드웨이 뮤지컬 "애비뉴 큐"(영제: Avenue Q)와 비슷하다고 생각해 파커와 스톤 듀오에게 "애비뉴 큐"를 볼 것을 권한다. "애비뉴 큐"를 보러 간 자리에서 파커와 스톤은 로버트 로페즈와 제프 마크스(Jeff Marx)를 만나고, 이들에게 자신들을 소개한다. 로페즈는 이 자리에서 자신의 "애비뉴 큐"가 영화 《사우스 파크》로부터 많은 영향을 받았음을 언급하고, 친분이 생긴 이 네 명의 제작자는 이후 술자리를 가진다. 이 자리에서 네 명의 제작자는 모두 조지프 스미스를 주제로 작품을 만들어보고 싶어하는 것을 깨닫고, 그 자리에서 즉시 현대적인 스토리를 기반으로 제작에 들어간다. 이들은 자료 조사를 위해 전/현 선교사들을 인터뷰하러 솔트레이크 시티로 가기도 한다. 2006년, 파커와 스톤은 런던에서 "애비뉴 큐"의 웨스트 엔드 공연을 책임지고 있던 로페즈와 합류해 시놉시스의 기본적인 틀을 잡고 넘버 "4~5곡 정도"를 쓴다. 4인 체제였던 "몰몬의 책" 제작은 제프 마크스가 프로젝트에서 나가면서 3인 체제로 바뀐다. 그 후 몇 년 동안, 파커-스톤-로페즈 트리오는 초기 제목 "몰몬의 책: 예수 그리스도 후기 성도 교회의 뮤지컬"(영제: The Book of Mormon: The Musical of the Church of Jesus Christ of Latter-day Saints)이었던 뮤지컬 작품을 계속해서 제작한다.
이들이 초기 제작한 뮤지컬은 2011년 초연된 뮤지컬과 상당한 차이가 있는데, 우간다 마을의 잔혹한 폭군인 '벗-퍼킹-네이키드 장군'의 경우 처음에 '코니 장군'(영어: General Kony)였다가 변경되었다. 뮤지컬 넘버 중 하나인 'All-American Prophet'은 초기 'The Bible Part III'라는 제목으로 작곡된 곡이 전면 재수정되며 변경된 제목이다.

## 시놉시스

### 1막 (Act I)
미국 유타주의 예수 그리스도 후기 성도 교회 선교사 교육원(LDS Church Missionary Traning Center)의 몰몬교 신자들은 매일 낯선 집의 벨을 누르며 전도를 다닌다("Hello!"). 교육원의 신도들 중 가장 뛰어난 외모와 전도 실력을 가지고 있는 엘더 프라이스(Elder Price, 본명 Kevin Price)는 어릴 적 방문했던 화려한 올랜도를 잊지 못해, 반드시 올랜도로 선교사 파견을 나가기 위해 가장 충실하게 전도 활동을 한다. 마침내 선교사 파견을 나가게 된 엘더 프라이스는 파견지가 배정되는 과정에서 올랜도로 파견되기를 간절하게 바라지만 아프리카 우간다로 파견이 정해지게 된다. 설상가상으로 함께 파견을 나가게 된 파트너는 엘더 커닝햄(Elder Cunningham)으로, 교육원에서 가장 말썽이 많고 거짓말을 습관처럼 하는 신도다("Two by Two"). 우간다로 향하는 비행기를 타는 공항에서, 자신의 가족과 헤어지는 엘더 프라이스는 엘더 커닝햄의 아버지로부터 '아들이 상습적으로 거짓말을 한다'는 경고를 듣게 된다. 자신의 파견지 때문에 좌절하던 엘더 프라이스는 우간다를 자신만이 바꿔놓을 수 있을 것이라는 희망을 가지게 된다("You and Me (But Mostly Me)").
우간다 북부 마을에 도착하자마자 강도를 당한 엘더 프라이스와 엘더 커닝햄은 부족장을 만나 '신은 엿이나 먹으라'는 신성모독을 당하게 된다("Hasa Diga Eebowai"). 마을의 부족들은 기근과 여성할례, 에이즈로 인해 희망 없는 삶을 살고 있기 때문에 신을 원망하며 저주한다. 마을에는 처녀와 관계를 하면 에이즈를 치료할 수 있다는 소문이 돌아 갓난아기를 강간하거나, 모든 여성에게 할례를 강요하는 등 끔찍한 삶을 살아가고 있다. 충격을 받은 엘더 프라이스는 선교사 캠프에 도착해 더욱 충격적인 소식을 듣는다. 이전에 파견 나온 선교사들이 마을 부족들 중 단 한 명에게도 세례를 주지 못한 것이다. 이 선교사들은 좌절하는 엘더 프라이스에게 이를 극복하는 방법은 머리 속에 스위치가 있다고 생각하고 이를 꺼버리는 것이라고 말한다("Turn It Off"). 숙소를 배정받은 엘더 프라이스는 앞으로의 선교 생활에 대해 고민하고, 이를 본 엘더 커닝햄은 자신이 도와주겠다고 말한다("I Am Here for You"). 다음 날, 엘더 프라이스와 엘더 커닝햄은 몰몬의 책을 그대로 읽으며 전도를 시도하지만 자신들의 현재 문제와 관련이 없다는 주민들의 반응에 박대를 받으며 실패한다("All American Prophet"). 게다가 이웃 부족의 족장 벗-퍼킹-네이키드 장군(General Butt-Fucking-Naked)이 갑자기 마을을 습격해와 모든 여성에게 할례를 강요하고, 이에 반발한 주민의 머리에 총을 쏜다. 이 과정에서 엘더 프라이스는 총을 맞은 주민의 피로 뒤덮인다. 마을은 공포에 휩싸이고 부족의 주민들은 모두 자신의 딸을 집에 가둔다. 집에서 나오지 못하는 부족장의 딸인 나발룽기(Nabulungi)는 엘더 프라이스의 설교를 생각하며 자신이 현재 살고 있는 마을을 벗어날 수 있다는 희망을 갖게 되고, 엘더 프라이스가 말한 구원의 도시인 살 탈레이 카 시티(Sal Tlay Ka Siti, 유타주의 솔트레이크 시티를 잘못 알아들은 것)로 떠나겠다는 꿈을 가지게 된다("Sal Tlay Ka Siti").
우간다 북부 선교사 캠프의 대표인 엘더 매킨리(Elder McKinley)는 곧 선교사 회장이 경과 보고를 듣기 위해 방문할 예정이라는 연락을 받고 초조해한다. 우수한 선교사로 많은 기대를 했던 엘더 프라이스마저 전도에 실패했다는 소식을 듣고 엘더 매킨리는 더욱 초조해 한다. 눈앞에서 사람이 죽는 것을 본 엘더 프라이스는 아무런 희망이 없어보이는 우간다 마을에 환멸을 느끼고, 우간다를 떠나 올랜도로 파견지 변경을 요청하기 위해 선교사 캠프를 떠난다. 이를 쫓아온 엘더 커닝햄은 엘더 프라이스에게 가장 친한 친구로써 어디든지 따라가겠다고 하지만("I Am Here For You [Reprise]"), 엘더 프라이스로부터 거절을 당하고 좌절에 빠진다. 선교사들에게 더 자세한 설교를 듣기 위해 선교사 캠프로 찾아온 나발룽기는 엘더 커닝햄을 발견하고, 주민들에게 다시 한 번 설교를 해달라고 그에게 요청한다. 고민하던 엘더 커닝햄은, '예수라면 남자답게 나섰을 것이다'라는 믿음으로 설교를 하기로 결심한다("Man Up").

### 2막 (Act II)
주민들이 모여있는 마을 광장에 도착한 엘더 커닝햄은 설교를 시작한다. 자신도 한 번도 읽어본 적 없는 성경을 그대로 읽기만 하는 엘더 커닝햄의 설교에 주민들은 실망하며 떠나려 한다. 이들을 붙잡기 위해 엘더 커닝햄은 설교에 거짓말을 섞기 시작하고 마을의 문제들과 직접적인 관련이 있는 거짓 설교에 주민들은 설교를 듣기 시작한다. 엘더 커닝햄의 머리 속에는 자신의 아버지, 조지프 스미스, 요다 등이 등장해 그의 거짓말을 꾸짖지만, 마을 주민들에게 도움이 된다면 괜찮다고 합리화한다("Making Things Up Again").
한편 엘더 프라이스는 올랜도에 도착해 기뻐하지만 자신이 올랜도로 오게 된 기억이 없고, 그것이 꿈이라는 것을 깨닫는다. 엘더 프라이스는 이 꿈이 자신이 어렸을 때 냉장고에서 몰래 도너츠를 꺼내 먹고 이를 동생이 먹었다고 거짓말 했을 때 꾸었던 꿈과 같다는 것을 눈치챈다. 몰몬 신자들이 '무서운 몰몬 지옥 꿈'이라고 부르는 이 악몽에서 엘더 프라이스는 각종 악마들과 범죄자들, 춤추는 커피들에게 고통을 받는다("Spooky Mormon Hell Dream"). 몰몬교 규율을 어겼다는 죄책감에서 비롯된 꿈에서 엘더 프라이스는 신에게 욕설을 듣고 공포에 떨며, 제발 꿈에서 깨어나게 해달라고 빈다.
엘더 매킨리에 의해 악몽에서 깨어난 엘더 프라이스는 다시 성실하게 선교 활동을 할 것을 다짐한다. 다른 선교사들은 이미 이 악몽을 꾼 적이 있기 때문에 놀라지 않는다. 이 때 엘더 커닝햄이 도착해 열 명의 우간다 주민들이 교회에 관심을 가진다는 소식을 전하고 선교사들은 엘더 커닝햄을 극찬한다. 엘더 커닝햄은 선교사 활동의 희망이 되지만, 엘더 프라이스에게 받은 상처가 아직 남아있기 때문에 그와 다시 친구가 되기를 거부한다. 엘더 프라이스는 가장 우수했던 선교사였지만 자신의 존재감이 사라지자 위기를 느낀다. 엘더 프라이스는 벗-퍼킹-네이키드 장군 문제가 해결되지 않는 한 아무도 개종하지 않을 것이라는 엘더 매킨리의 말에 자신의 능력과 가치를 다시 확인해 보일 수 있는 기회라고 생각하고 벗-퍼킹-네이키드 장군을 개종시키기로 결심한다. 신에 대한 자신의 믿음을 재확인한 엘더 프라이스는 손에 몰몬의 책을 들고 장군을 대면한다. 갑작스런 엘더 프라이스의 방문에 장군은 아랑곳하지 않으며 몰몬의 책을 그의 항문 속에 넣어버린다.
엘더 커닝햄은 마을의 주민들에게 신임을 얻으며 그들에게 신앙심을 가지게 하는 데 성공한다. 그는 처음으로 몰몬교 세례를 받기를 희망하는 나발룽기에게 직접 세례를 준다("Baptize Me"). 뒤이어 다른 주민들도 세례를 받기 시작하고, 선교사들도 이들과 교류하며 아프리카와 동화됨을 느낀다("I Am Africa"). 한편 벗-퍼킹-네이키드 장군은 마을의 주민들이 개종하고 있다는 소식을 듣고 위기감을 느낀다. 주민들의 저항을 두려워하는 장군은 곧 그들을 다 죽이기로 결심한다.
엘더 프라이스는 마을의 카페에서 커피에 "취하며" 좌절한다. 엘더 커닝햄은 우울해 하는 엘더 프라이스에게 찾아온다. 엘더 커닝햄은 선교사 '회장의 방문 및 축하식을 위해 최소한 서로가 아직 파트너인 척을 해야 한다'고 전하고 떠나고, 엘더 프라이스는 자신의 처지를 생각하면 이에 따르기로 한다("Orlando").
이후 마을에 선교사 회장단이 도착하고, 신도 수를 놀라울 만큼 늘린 우간다 선교사 캠프를 축하하는 행사가 열린다. 축하식이 진행되는 도중, 나발룽기를 비롯한 주민들이 선교사 회장단에게 축하 공연을 하기 위해 갑작스럽게 들이닥친다. 거짓말로 설교를 하던 엘더 커닝햄이 이를 말리려 하지만 주민들은 '미국의 모세인 조지프 스미스'의 이야기를 주제로 한 축하 공연을 시작한다("Joseph Smith American Moses"). 이 공연은 주민 중 한 명이 조지프 스미스의 분장을 하고 나발룽기가 그의 일대기를 설명하면서 진행되는데, 엘더 커닝햄이 거짓말로 설교를 했기 때문에 이 거짓말들이 포함된다. 이 공연에서는 조지프 스미스가 에이즈를 치료하기 위해 개구리와 섹스를 하고, '대천사 모로나'가 스타 트렉의 '스타쉽 엔터프라이즈'(영어: Starship Enterpirse)에서 내려오고, 구원의 땅인 살 탈레이 카 시티로 가는 길에 이질로 죽는 등의 내용이 진행된다. 공연은 살 탈레이 카 시티에 도착한 주민들이 '커다란 몰몬 집단(Family)'을 만들기 위해 난교를 하는 장면으로 끝이 나고, 분노한 선교사 회장은 우간다 선교사 캠프를 해체시키고 나발룽기와 마을 주민들은 몰몬교 신자가 아니라고 외친다. 영원히 구원의 땅에 갈 수 없다는 충격을 받은 나발룽기는 다시 신을 원망하기 시작한다("Hasa Diga Eebowai(Reprise)"). 자신의 거짓말로 인해 또다시 실패를 겪은 엘더 커닝햄은 좌절하지만, 오히려 엘더 프라이스는 몰몬의 책 글자 그대로보다 이것이 전달하는 메시지가 중요하다는 깨달음을 얻으며 엘더 커닝햄이 옳았음을 인정한다. 결국 엘더 프라이스와 커닝햄은 화해하고, 마을 사람들을 구하러 출발한다.
나발룽기는 선도사 캠프가 해체된 사실에 착잡해하며, 엘더 커닝햄의 행방을 물어보는 주민들에게 그가 사자에게 잡아먹혔다고 거짓말을 한다. 이 때 벗-퍼킹-네이키드와 그의 수하들이 마을에 들이닥치고, 좌절에 빠진 나발룽기는 장군에게 굴복할 준비를 한다. 이에 충격받은 주민들에게 나발룽기는 구원의 땅은 없으며 엘더 커닝햄의 말은 사실이 아니라고 한다. 하지만 주민들은 모두 이를 알고 있으며 '모든 성서의 내용은 비유적'이고 '구원의 땅은 사실 마음 속에 있는 것'임을 오히려 나발룽기에게 가르친다. 이 때 엘더 커닝햄이 도착하고, 그가 사자에게 먹힌 줄 알았던 주민들은 기적이 일어났다고 생각한다. 이를 이용해 엘더 프라이스와 엘더 커닝햄은 장군에게 자신은 '부활할 수 있으니 죽일 수 없다'고 말하며, 클리토리스를 두려워하는 장군에게 물러나지 않으면 그를 레즈비언으로 만들어버리겠다고 협박해 장군을 쫓아낸다.
캠프가 해체된 후 엘더 프라이스와 커닝햄을 제외한 다른 선교사들은 마을을 떠나려 한다. 엘더 프라이스는 이들에게 선교사 자격이 아니더라도 여전히 마을을 위해 도움이 될 수 있다고 말하며 남아 있기를 권유한다. 엘더 프라이스는 '이 곳을 낙원(Paradise Planet)으로 만들 수 있다'고 주장하고, 기존 선교사들과 우간다 주민이 모두 힘을 합치자고 말한다. 떠나려던 선교사들을 그를 따르게 되고, 얼마 후 우간다의 한 마을에는 '엘더 벗-퍼킹-네이키드'를 포함한 '엘더'들이 '아놀드(엘더 커닝햄의 본명)의 책'을 들고 다니며 전도를 하러 다닌다.

## 음악

### 뮤지컬 넘버
| 1막 (Act I) - "Hello!" - "Two by Two" - "You and Me (But Mostly Me)" - "Hasa Diga Eebowai" - "Turn It Off" - "I Am Here for You" - "All American Prophet" - "Sal Tlay Ka Siti" - "I Am Here for You" (Reprise) - "Man Up" | 2막 (Act II) - "Making Things Up Again" - "Spooky Mormon Hell Dream" - "I Believe" - "Baptize Me" - "I Am Africa" - "Orlando" - "Joseph Smith American Moses" - "Hasa Diga Eebowai" (Reprise) - "Tomorrow Is a Latter Day" - "Hello" (Reprise) - "Finale" |

### 오케스트라
몰몬의 책은 9인 오케스트라를 이용한다.
- 리드 (플루트, 피콜로, 알토&테너 색소폰, 클라리넷, 오보에, 바순, 소프라노&알토 리코더)
- 트럼펫 (피콜로 트럼펫, 뷰글)
- 트럼본 (베이스 트럼본)
- 드럼/타악기부/전자 타악기
- 키보드 I
- 키보드 II
- 바이올린/비올라
- 기타 (전기, 어쿠스틱, 클래식, 우쿨렐레)
- 베이스 (전기, 프렛리스, 업라이트)

## 등장 인물과 배우
브로드웨이와 런던 공연의 오리지널/현재 캐스트는 다음과 같다.
| 등장인물                                           | 설명 | 오리지널 브로드웨이 캐스트               | 현재 브로드웨이 캐스트                        | 오리지널 런던 캐스트               | 현재 런던 캐스트                         |
| -------------------------------------------------- | --- | ---------------------------------------- | --------------------------------------------- | ---------------------------------- | ---------------------------------------- |
| 엘더 케빈 프라이스 (Elder Kevin Price)             | 우간다로 파견된 몰몬 선교사. 사실은 어렸을 적 갔던 올랜도로 파견을 나가고 싶어한다.                                          | 앤드루 래널스 (Andrew Rannells)          | 개빈 크릴 (Gavin Creel)                       | 개빈 크릴                          | 닉 룰로 (Nic Rouleau)                    |
| 엘더 아널드 커닝햄 (Elder Arnold Cunningham)       | 엘더 프라이스의 우간다 선교 파트너. "스타 워즈"와 "반지의 제왕"의 팬이며 이 작품들의 내용들을 자신의 설교에 자주 포함시킨다. | 조시 개드 (Josh Gad)                     | 크리스토퍼 존 오닐 (Christopher John O'Neill) | 재러드 거트너 (Jared Gertner)      | 브라이언 시어스 (Brian Sears)            |
| 나발룽기 (Nabulungi)                               | 마팔라 하팀비의 딸. 살 탈레이카 시티(솔트레이크 시티의 잘못)로 가고 싶어한다.                                                | 니키 제임스 (Nikki M. James)             | 니키 러네이 대니얼스 (Nikki Renée Daniels)    | 알렉시아 카디메 (Alexia Khadime)   | 알렉시아 카디메 (Alexia Khadime)         |
| 엘더 매킨리 (Elder McKinley)                       | 우간다 지역 몰몬 캠프의 지도자. 동성애 성향이 있지만 이를 억누른다. 엘더 그린과 대천사 모로나 역할을 겸한다.                 | 로리 오맬리 (Rory O'Malley)              | 그레이 헨슨 (Grey Henson)                     | 스티븐 애슈필드 (Stephen Ashfield) | 스티븐 애슈필드 (Stephen Ashfield)       |
| 마팔라 하팀비 (Mafala Hatimbi)                     | 우간다 부족의 일원이자 커닝햄과 프라이스의 가이드 역할을 한다. 나발룽기의 아버지. 조니 코크란 역할을 겸한다.                 | 마이클 포츠 (Michael Potts)              | 대니얼 브레이커 (Daniel Breaker)              | 자일스 테레아 (Giles Terera)       | 리처드 로이드 킹 (Richard Lloyd King)    |
| 선교사단 회장 (Mission President)                  | 몰몬 선교사들의 회장. 선교사 교육원의 목소리와 프라이스의 아버지, 조지프 스미스, 그리고 예수 역할을 겸한다.                  | 루이스 클리엘 (Lewis Cleale)             | 루이스 클리엘 (Lewis Cleale)                  | 헤이든 오클리 (Haydn Oakley)       | 휴고 해럴드해리슨 (Hugo Harold-Harrison) |
| 벗-퍼킹-네이키드 장군 (General Butt-Fucking Naked) | 프라이스와 커닝햄이 파견된 우간다 마을의 폭군. 루시퍼 역할을 겸한다.                                                         | 브라이언 타이리 헨리 (Brian Tyree Henry) | 데릭 윌리엄스 (Derrick Williams)              | 크리스 자먼 (Chris Jarman)         | 크리스 자먼 (Chris Jarman)               |

## 수상

### 브로드웨이 공연
| 년도 | 시상식                                                       | 부문                                                                     | 후보명 | 결과 | 참조          |
| ---- | ------------------------------------------------------------ | ------------------------------------------------------------------------ | --- | ---- | ------------- |
| 2011 | 토니 어워드 (Tony Award)                                     | 베스트 뮤지컬 (Best Musical)                                             | 베스트 뮤지컬 (Best Musical) | 수상 | [ 13 ]        |
| 2011 | 토니 어워드 (Tony Award)                                     | 베스트 뮤지컬 각본 (Best Book of a Musical)                              | 트레이 파커, 로버트 로페즈, 맷 스톤 | 수상 | [ 13 ]        |
| 2011 | 토니 어워드 (Tony Award)                                     | 베스트 오리지널 음악 (Best Original Score)                               | 트레이 파커, 로버트 로페즈, 맷 스톤 | 수상 | [ 13 ]        |
| 2011 | 토니 어워드 (Tony Award)                                     | 베스트 뮤지컬 남우주연상 (Best Actor in a Musical)                       | 조시 개드(Josh Gad) | 후보 | [ 13 ]        |
| 2011 | 토니 어워드 (Tony Award)                                     | 베스트 뮤지컬 남우주연상 (Best Actor in a Musical)                       | 앤드루 래널스(Andrew Rannells) | 후보 | [ 13 ]        |
| 2011 | 토니 어워드 (Tony Award)                                     | 베스트 뮤지컬 남우조연상 (Best Featured Actor in a Musical)              | 로리 오맬리(Rory O'Malley) | 후보 | [ 13 ]        |
| 2011 | 토니 어워드 (Tony Award)                                     | 베스트 뮤지컬 여우조연상 (Best Featured Actress in a Musical)            | 니키 제임스(Nikki M. James) | 수상 | [ 13 ]        |
| 2011 | 토니 어워드 (Tony Award)                                     | 베스트 뮤지컬 감독상 (Best Direction of a Musical)                       | 캐시 니콜로(Casey Nicholaw), 트레이 파커 | 수상 | [ 13 ]        |
| 2011 | 토니 어워드 (Tony Award)                                     | 베스트 연출상 (Best Choreography)                                        | 캐시 니콜로(Casey Nicholaw) | 후보 | [ 13 ]        |
| 2011 | 토니 어워드 (Tony Award)                                     | 베스트 오케스트라 (Best Orchestrations)                                  | 래리 호프먼(Larry Hochman), 스티븐 오리머스(Stephen Oremus) | 수상 | [ 13 ]        |
| 2011 | 토니 어워드 (Tony Award)                                     | 베스트 무대 디자인 (Best Scenic Design)                                  | 스콧 패스크(Scott Pask) | 수상 | [ 13 ]        |
| 2011 | 토니 어워드 (Tony Award)                                     | 베스트 의상 (Best Costume Design)                                        | 앤 로스(Ann Roth) | 후보 | [ 13 ]        |
| 2011 | 토니 어워드 (Tony Award)                                     | 베스트 조명 (Best Lighting Design)                                       | 브라이언 맥데빗(Brian MacDevitt) | 수상 | [ 13 ]        |
| 2011 | 토니 어워드 (Tony Award)                                     | 베스트 음향 설계 (Best Sound Design)                                     | 브라이언 로넌(Brian Ronan) | 수상 | [ 13 ]        |
| 2011 | 드라마 데스크 어워드 (Drama Desk Award)                      | 아웃스탠딩 뮤지컬 (Outstanding Musical)                                  | 아웃스탠딩 뮤지컬 (Outstanding Musical) | 수상 | [ 14 ]        |
| 2011 | 드라마 데스크 어워드 (Drama Desk Award)                      | 아웃스탠딩 가사 (Outstanding Lyrics)                                     | 트레이 파커, 로버트 로페즈, 맷 스톤 | 수상 | [ 14 ]        |
| 2011 | 드라마 데스크 어워드 (Drama Desk Award)                      | 아웃스탠딩 음악 (Outstanding Music)                                      | 트레이 파커, 로버트 로페즈, 맷 스톤 | 수상 | [ 14 ]        |
| 2011 | 드라마 데스크 어워드 (Drama Desk Award)                      | 아웃스탠딩 뮤지컬 각본상 (Outstanding Book of a Musical)                 | 트레이 파커, 로버트 로페즈, 맷 스톤 | 후보 | [ 14 ]        |
| 2011 | 드라마 데스크 어워드 (Drama Desk Award)                      | 아웃스탠딩 뮤지컬 남우주연상 (Outstanding Actor in a Musical)            | 앤드루 래널스 | 후보 | [ 14 ]        |
| 2011 | 드라마 데스크 어워드 (Drama Desk Award)                      | 아웃스탠딩 뮤지컬 남우조연상 (Outstanding Featured Actor in a Musical)   | 로리 오맬리 | 후보 | [ 14 ]        |
| 2011 | 드라마 데스크 어워드 (Drama Desk Award)                      | 아웃스탠딩 뮤지컬 여우조연상 (Outstanding Featured Actress in a Musical) | 니키 제임스 | 후보 | [ 14 ]        |
| 2011 | 드라마 데스크 어워드 (Drama Desk Award)                      | 아웃스탠딩 연출 (Outstanding Choreography)                               | 캐시 니콜로 | 후보 | [ 14 ]        |
| 2011 | 드라마 데스크 어워드 (Drama Desk Award)                      | 아웃스탠딩 뮤지컬 감독상 (Outstanding Director of a Musical)             | 캐시 니콜로, 트레이 파커 | 수상 | [ 14 ]        |
| 2011 | 드라마 데스크 어워드 (Drama Desk Award)                      | 아웃스탠딩 의상 디자인 (Outstanding Costume Design)                      | 앤 로스 | 후보 | [ 14 ]        |
| 2011 | 드라마 데스크 어워드 (Drama Desk Award)                      | 아웃스탠딩 뮤지컬 음향 디자인 (Outstanding Sound Design of a Musical)    | 브라이언 로난 | 후보 | [ 14 ]        |
| 2011 | 드라마 데스크 어워드 (Drama Desk Award)                      | 아웃스탠딩 오케스트라 (Outstanding Orchestrations)                       | 래리 호프먼(Larry Hochman), 스티븐 오리머스(Stephen Oremus) | 수상 | [ 14 ]        |
| 2011 | 뉴욕 드라마 비평가 상 (New York Drama Critics' Circle Award) | 베스트 뮤지컬 (Best Musical)                                             | 베스트 뮤지컬 (Best Musical) | 수상 | [ 15 ]        |
| 2011 | 외부 비평가 어워드 (Outer Critics Circle Award)              | 아웃스탠딩 브로드웨이컬 뮤지컬 신작 (Outstanding New Broadway Musical)   | 아웃스탠딩 브로드웨이컬 뮤지컬 신작 (Outstanding New Broadway Musical) | 수상 | [ 16 ]        |
| 2011 | 외부 비평가 어워드 (Outer Critics Circle Award)              | 아웃스탠딩 음악 신작 (Outstanding New Score)                             | 트레이 파커, 로버트 로페즈, 맷 스톤 | 수상 | [ 16 ]        |
| 2011 | 외부 비평가 어워드 (Outer Critics Circle Award)              | 아웃스탠딩 뮤지컬 감독상 (Outstanding Director of a Musical)             | 캐시 니콜로, 트레이 파커 | 수상 | [ 16 ]        |
| 2011 | 외부 비평가 어워드 (Outer Critics Circle Award)              | 아웃스탠딩 연출 (Outstanding Choreographer)                              | 캐시 니콜로 | 후보 | [ 16 ]        |
| 2011 | 외부 비평가 어워드 (Outer Critics Circle Award)              | 아웃스탠딩 뮤지컬 남자배우상 (Outstanding Actor in a Musical)            | 조시 개드 | 수상 | [ 16 ]        |
| 2011 | 외부 비평가 어워드 (Outer Critics Circle Award)              | 아웃스탠딩 뮤지컬 여자배우상 (Outstanding Actress in a Musical)          | 니키 제임스 | 후보 | [ 16 ]        |
| 2012 | 그래미 어워드 (Grammy Award)                                 | 베스트 뮤지컬 앨범 (Best Musical Theater Album)                          | 앤드루 래널스 & 조시 개드(주 솔로리스트); 맷 스톤, 로버트 로페즈, 트레이 파커 (작곡/작사가); 앤 가레피노(Anne Garefino), 맷 스톤, 로버트 로페즈, 스콧 루딘, 스티븐 오리머스, 트레이 파커 (프로듀서); 프랭크 필리페티(Frank Filipetti) (엔지니어/믹서) | 수상 | [ 17 ] [ 18 ] |

### 런던 공연
| 년도 | 시상식                                            | 부문                                                                      | 후보                                  | 결과 | 참조          |
| ---- | ------------------------------------------------- | ------------------------------------------------------------------------- | ------------------------------------- | ---- | ------------- |
| 2013 | 이브닝 스탠다드 어워드 (Evening Standard Award)   | 베스트 뮤지컬 (Best Musical)                                              | 베스트 뮤지컬 (Best Musical)          | 후보 | [ 19 ] [ 20 ] |
| 2013 | 이브닝 스탠다드 어워드 (Evening Standard Award)   | 베스트 나이트 아웃 (Best Night Out)                                       | 베스트 나이트 아웃 (Best Night Out)   | 수상 | [ 21 ]        |
| 2014 | Whatsonstage.com 어워드 (Whatsonstage.com Awards) | 베스트 신작 뮤지컬 (Best New Musical)                                     | 베스트 신작 뮤지컬 (Best New Musical) | 수상 | [ 22 ] [ 23 ] |
| 2014 | Whatsonstage.com 어워드 (Whatsonstage.com Awards) | 베스트 뮤지컬 남우주연상 (Best Actor in a Musical)                        | 개빈 크릴(Gavin Creel)                | 수상 | [ 22 ] [ 23 ] |
| 2014 | Whatsonstage.com 어워드 (Whatsonstage.com Awards) | 베스트 뮤지컬 남우조연상 (Best Supporting Actor in a Musical)             | 스티븐 애슈필드(Stephen Ashfield)     | 수상 | [ 22 ] [ 23 ] |
| 2014 | Whatsonstage.com 어워드 (Whatsonstage.com Awards) | 베스트 뮤지컬 여우조연상 (Best Supporting Actress in a Musical)           | 알렉시아 카디메(Alexia Khadime)       | 수상 | [ 22 ] [ 23 ] |
| 2014 | Whatsonstage.com 어워드 (Whatsonstage.com Awards) | 베스트 연출 (Best Choreographer)                                          | 캐시 니콜로(Casey Nicholaw)           | 후보 | [ 22 ] [ 23 ] |
| 2014 | 로렌스 올리비에 어워드 (Laurence Olivier Award)   | 베스트 신작 뮤지컬 (Best New Musical)                                     | 베스트 신작 뮤지컬 (Best New Musical) | 수상 | [ 24 ]        |
| 2014 | 로렌스 올리비에 어워드 (Laurence Olivier Award)   | 베스트 뮤지컬 남우주연상 (Best Actor in a Musical)                        | 개빈 크릴                             | 수상 | [ 24 ]        |
| 2014 | 로렌스 올리비에 어워드 (Laurence Olivier Award)   | 베스트 뮤지컬 남우주연상 (Best Actor in a Musical)                        | 재러드 게트너(Jared Gertner)          | 후보 | [ 24 ]        |
| 2014 | 로렌스 올리비에 어워드 (Laurence Olivier Award)   | 베스트 뮤지컬 조연상 (Best Performance in a Supporting Role in a Musical) | 스티븐 애슈필드                       | 수상 | [ 24 ]        |
| 2014 | 로렌스 올리비에 어워드 (Laurence Olivier Award)   | 베스트 무대 연출 (Best Theatre Choreographer)                             | 캐시 니콜로                           | 수상 | [ 24 ]        |
| 2014 | 로렌스 올리비에 어워드 (Laurence Olivier Award)   | 아웃스탠딩 음악 (Outstanding Achievement in Music)                        | 트레이 파커, 로버트 로페즈, 맷 스톤   | 후보 | [ 24 ]        |

## 같이 보기
- 뮤지컬
- 토니상
- 예수 그리스도 후기성도 교회
- 모르몬교
- 몰몬교